# Jüdische Gemeinde Fellheim
Die Jüdische Gemeinde Fellheim war eine von 1670 bis 1942 bestehende ländliche jüdische Gemeinde im oberschwäbischen Fellheim im heutigen Landkreis Unterallgäu in Bayern. Weitere größere jüdische Gemeinden in der näheren Umgebung bestanden in Altenstadt (Iller), Bad Buchau, Ichenhausen, Laupheim und Memmingen. Sie befand sich in der Form eines Straßendorfes mit Synagoge am südlichen Ortseingang in der Memminger Straße. 1833 wohnten 80 jüdische Familien in Fellheim und stellten 70 % der Einwohnerschaft der Ortsbevölkerung. Es entstanden dadurch zwei unterschiedliche Siedlungstypen, im Süden der jüdische Teil Fellheims, ab 1670 auch „Judenhausen“ genannt, und im nördlichen Teil das eigentliche bäuerliche Dorf mit dem gewohnten Ortsbild.

## Geschichte

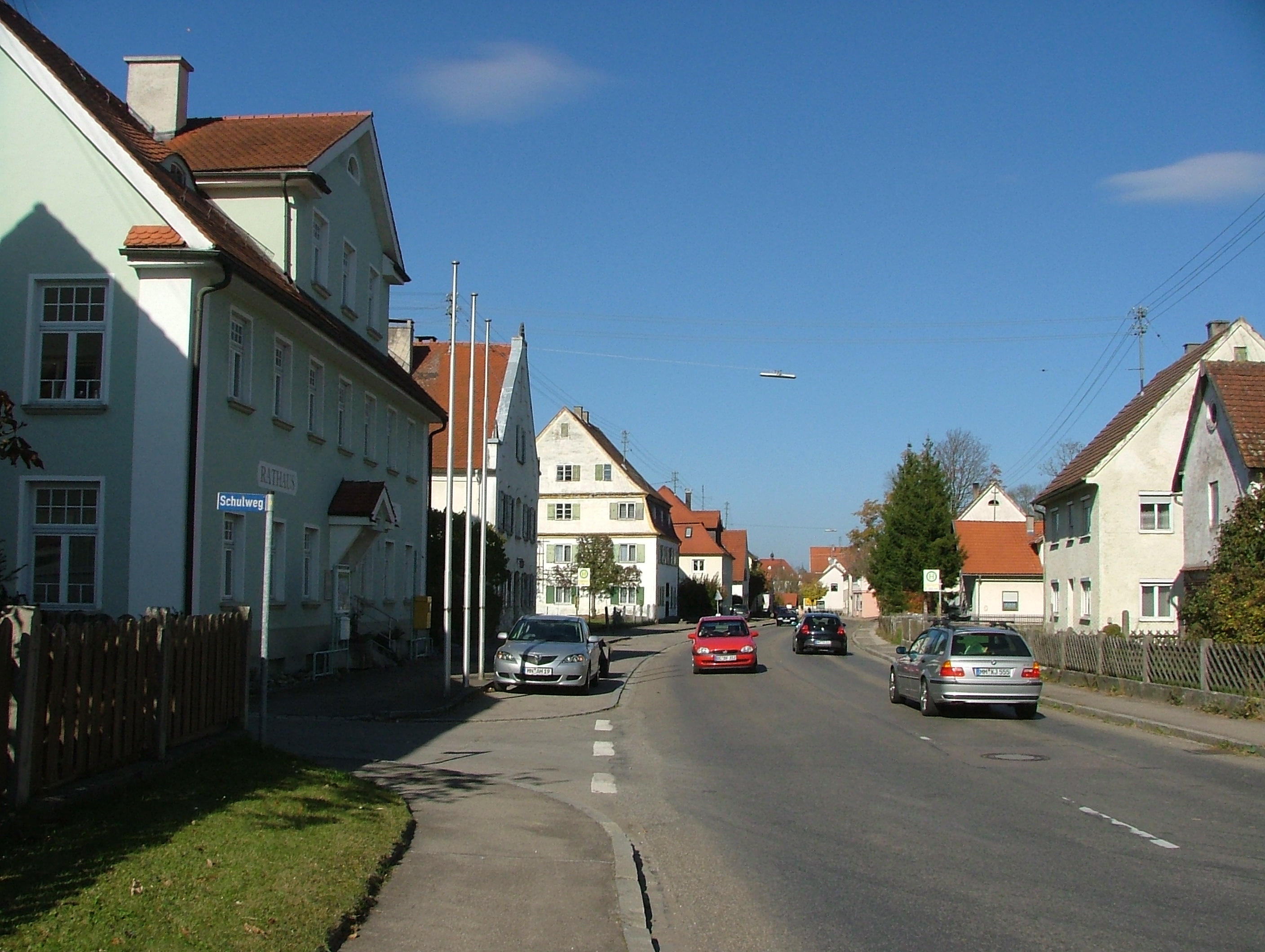
Rathaus von Fellheim in der ehemaligen jüdischen Schule (2008)

### Beginn im 17. Jahrhundert
In den Territorien der Wittelsbacher, von denen sich das heutige Bundesland Bayern herleitet, gab es keine einzige Ansiedlung von Juden. Nur im Bereich des späteren Regierungsbezirkes Schwaben, in den ehemaligen kleinen geistlichen und weltlichen Territorien, die oftmals unter Geldmangel litten, siedelten sich Familien jüdischen Glaubens unter dem rechtlichen Konstrukt des Judenregals an. Den Juden war es nicht erlaubt, Mitglied einer Zunft zu werden. Ihre beruflichen Tätigkeiten waren auf den Beruf des Hausierers sowie den Fell-, Vieh-, Salz- und Getreidehandel beschränkt. Später kam unter Einschränkungen das Geldgewerbe hinzu.
Nach dem Dreißigjährigen Krieg erlaubte Freiherr Phillip Bernhard von Reichlin-Meldegg im Jahre 1670 den Zuzug von zunächst fünf jüdischen Familien nach Fellheim. 1716 wurde Marx Nissont als Rabbiner von der Gemeinde angestellt. Er war Vorsänger, Religions- und Elementarlehrer, Gemeindeschreiber und Schächter. 1786 wurde auf dem heutigen Grundstück Memminger Straße 17 eine Synagoge erbaut. Später kam ein jüdischer Friedhof hinzu. Zuvor gab es für die jüdischen Familien einen Betsaal. 1794 wurde eine Mikwe, ein Gebäude für das rituelle Tauchbad der Gemeinde, sowie die erste Schule erwähnt. Nachdem ab 1812 auch ein christlicher Lehrer an der Schule unterrichtete, dieser jedoch aufgrund der Bevorzugung von Juden nach Lindau versetzt wurde, stellte die jüdische Gemeinde 1814 einen eigenen Lehrer zum Gehalt von 300 Gulden an. Bereits 1829 sind insgesamt 79 Werktagsschüler und 64 Sonntagsschüler verzeichnet. Diese Anzahl stieg bis 1833 auf 86 Werktagsschüler an, während die Sonntagsschüler bei 63 Schülern stagnierte. Nachdem die alten Räumlichkeiten untragbar und auch zu klein geworden sind, wurde 1836 ein Neubau in der Memminger Straße 44 gebaut. Im Jahre 1860 waren nur noch 48 Werktagsschüler und 33 Sonntagsschüler verzeichnet. Diese Anzahl sank bis 1900 auf drei Werktagsschüler und zwei Sonntagsschüler. 1910 wurde der Schulbetrieb eingestellt und die verbliebenen jüdischen Schüler in die christliche Grundschule geschickt. Den jüdischen Religionsunterricht übernahm ein jüdischer Religionslehrer aus dem nahen Memmingen.  Das Schulhaus wurde 1911 von der christlichen Gemeinde zum Preis von 6000 Mark erworben und als Schulhaus verwandt. Heute ist es das Rathaus der Gemeinde Fellheim.
Des Weiteren gab es eine rituelle Metzgerei in der Memminger Straße 16. Die Wohnhäuser der jüdischen Familien befanden sich im südwestlichen Teil des Dorfes. Die Häuser sind noch an ihrem allgemeinen Erscheinungsbild, einer geringen Grundfläche und der dichten, oftmals zusammenhängenden Bebauung, erkennbar.
Bis 1806 gehörte Fellheim dem Adelshaus der Reichsfreiherrn von Reichlin-Meldegg. Im Jahre 1833 wurde die Höchstzahl an jüdischen Einwohnern mit etwa 500 Personen erreicht. Damit waren 70 % der Ortsbevölkerung Fellheims jüdischer Konfession. Die jüdische Gemeinde gehörte zum Distriktsrabbinat Augsburg. Eine jüdische Schule, die 1910 geschlossen wurde, erhielt die Gemeinde 1836. Danach fand eine Abwanderung der jüdischen Gemeindemitglieder wegen besserer Lebensbedingungen in die umliegenden Städte statt. So verließ auch die Familie Rosenthal Fellheim und gründete in München das Rosenthal-Antiquariat in einem in den Jahren 1909 bis 1911 in der Brienner Straße 47 errichteten Stadtpalais. 1910 wurden noch 22 jüdische Einwohner gezählt, fünfzehn Jahre später noch 20. Nach 1933 konnten, allerdings erst in den Jahren 1938 bis 1941, 12 jüdische Einwohner auswandern. Die letzten 14 Gemeindemitglieder wurden 1942 deportiert.

### Pogrom vom 10. November 1938
Während des Pogroms am 10. November 1938 kamen circa vierzig Männer auf drei Lastautos aus dem benachbarten Boos nach Fellheim. Sie drangen in die Synagoge ein und zerschlugen einen Teil der Inneneinrichtung. Danach entwendeten sie die Gegenstände für Ritus und Kult, zehn alte Torarollen und einen Toramantel aus dem 18. Jahrhundert und verbrannten sie auf dem Rückweg nach Boos. Zur Unterstützung der geplanten Aktion kamen zusätzlich SS-Leute aus dem nahen Memmingen nach Fellheim. Die SS-Leute zerstörten den Rest des Inventars und beschädigten den Toraschrein schwer. Einige Dorfbewohner beteiligten sich an der Verwüstung. Die Mehrheit der Fellheimer Einwohnerschaft widersetzte sich aber der Zerstörung der Synagoge. Während des Krieges wurde das leerstehende Gebäude militärisch genutzt und diente der Unterbringung von Flugzeugmotoren.

### Das Ende der jüdischen Gemeinde
Die folgenden Personen wurden im März und Juli 1942 nach Piaski in Polen verschleppt:
| - Isaak Einstein - Berta Einstein - Julius Einstein - Samuel Hess - Paula Hess | - Siegfried Mayer - Elias Mayer - Jeanette Mayer - Beathe Mayer | - Hanna Mayer - Martin Mayer - Hans Mayer - Bertha Mayer |

Dort verliert sich ihre Spur. Es existiert ein letzter Brief von Berta und Isaak Einstein an ihre Kinder:
„Fellheim, 27. Juli 1942
Meine lieben guten Kinder Alle!

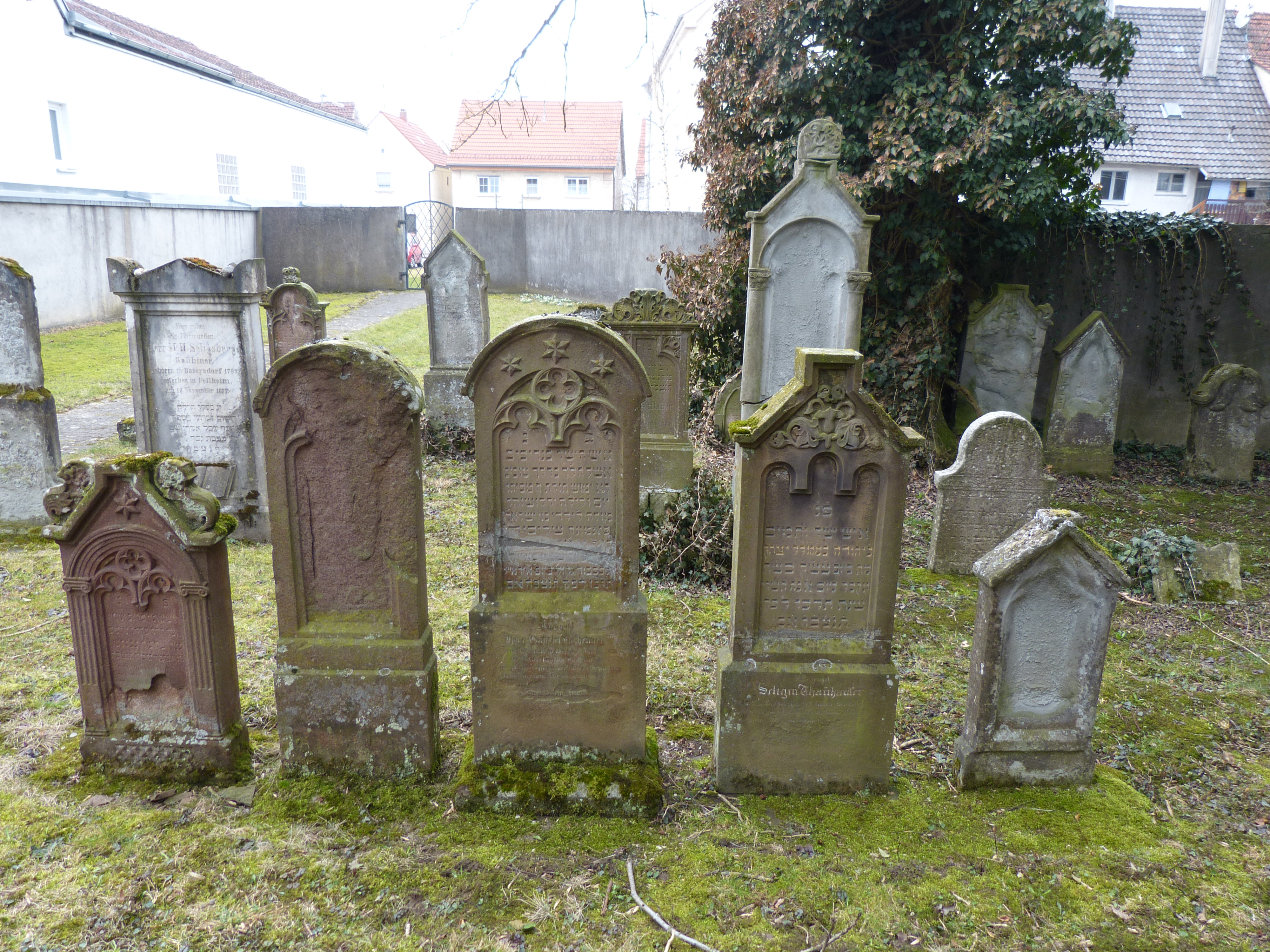
Jüdischer Friedhof Fellheim - Memminger Straße (2012)

Noch der letzte Gruß aus unserer Heimat, ob der Euch liebe Kinder und liebe Enkel erreicht muss Gott überlassen werden. Seit Tischa beAv wissen wir, dass wir fortkommen, gesammelt werden mit noch zwölf älteren Leuten aus Memmingen und Augsburg. Über das Ziel wissen wir noch nichts Bestimmtes, man sagt von Theresienstadt in der Tschechei, wo auch schon Bekannte von München sind, schreiben dürfen wir denke ich nicht.
Der liebe Onkel Adolf ist trotz seiner Gebrechen von Heggbach weggekommen, er ließ schreiben nach Stuttgart. Teilt uns mit, wohin er kommt, doch bis jetzt konnten wir nichts erfahren, so G.W. (Gott will) auch nach Theresienstadt. Meine guten Kinder und Enkel, dass nur ihr noch fort gekommen seid ist unser Trost. Nur dass Du, liebe Marta, nicht mit Deinem lieben Mann zusammen sein durftest, ist von Gott, hoffe dass er es zum Guten lenkt. Mit seinen Eltern stand ich in stetem Briefwechsel. Gesund sind wir G.L. (Gott lob) beide und teilen in Gottes Namen das Los Tausender. Liebe Töchter, Eure lieben Schwestern haben Päckchen nach Piaski (Sammellager in Polen) geschickt so lange es möglich war, so Gott will, gibt es ein Wiedersehen? Meine Gedanken begleiten Euch stündlich. Lebt wohl, gute Kinder und Enkel. Glück und Segen gebe Euch der Allmächtige. Grüsse und küsse Euch innig.
Eure Mutter
Meine lieben und guten Kinder und Enkel!
Die liebe Mutter hat alles andere schon geschrieben, es muss halt sein und man kann nichts ändern. Sonst sind wir Gott sei Dank wohl und gesund, das Gleiche von Euch meine Lieben hoffe ich auch. Es grüßt Euch und küsst Euch, Euer Euch liebender Vater Isaak.“
Die Kinder der Einsteins überlebten den Holocaust und erhielten den Brief nach Kriegsende.

### Nach 1945
Nach 1945 wurde das Gebäude von der einrückenden US-Armee beschlagnahmt und der jüdischen Vermögensverwaltung JRSO (Jewish Restitution Successor Organization) übertragen. 1951 wurde es an Privatpersonen verkauft, die es 1954 renovierten und zu einem Wohnhaus umbauten. Im August 1948 wurde vor dem Landgericht Memmingen gegen acht Personen wegen Beteiligung am Pogrom Anklage erhoben. Zwei wurden freigesprochen, sechs erhielten Gefängnisstrafen zwischen 4 und 15 Monaten. Im Jahre 2007 kaufte die Gemeinde Fellheim das Gebäude der ehemaligen Synagoge und den Platz zwischen Synagoge und Friedhof. In den kommenden Jahren ist geplant, die ehemalige Synagoge mit einem Kostenaufwand von 1,7 Millionen Euro wieder instand zu setzen. An dem Vorhaben beteiligt sich der bayerische Staat in Höhe von 1,3 Millionen Euro.

### Jüdische Kriegsveteranen

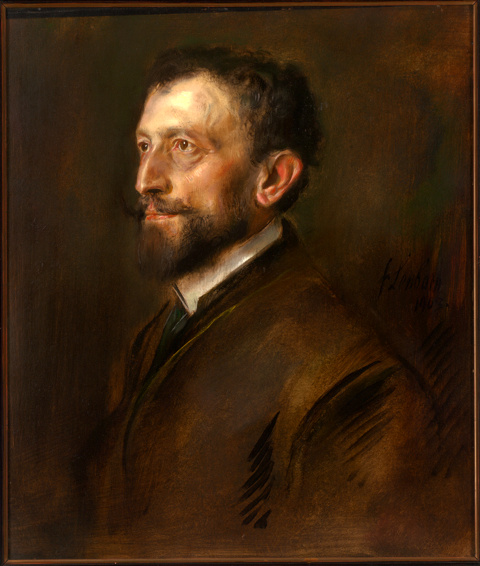
Jacques Rosenthal porträtiert von Lenbach 1904

- Ludwig Heilbronner aus Fellheim, Gefreiter im 12. Bayerischen Infanterie-Regiment, wurde wegen seines ausgezeichneten Verhaltens in der Schlacht bei Sedan mit dem Eisernen Kreuz dekoriert.
- Am 5. August 1926 starb Albert Einstein, ältester jüdische Veteran Schwabens, Korporalschaftsführer, Antiquitätenhändler und Kriegsteilnehmer der Feldzüge 1866 und 70/71 und langjähriger Vorstand der Kultusgemeinde Fellheim. Bahnvorstand Ostermann wies in seiner Traueransprache darauf hin, dass der Korporalschaftsführer Einstein die Behauptung Lügen strafte, dass Soldatenehre und Tapferkeit von der Konfession abhingen.

### Rabbiner von Fellheim
- Max Nissont (1716–?)
- Jacob Bär
- Simon Leopold Laupheimer
- Joel Nathan Greilsheimer (1778–1800)
- Marx Hayum Seligsberg (1830–1877)

### Sonstige Personen
- Joseph Rosenthal (1805–1885), Buchhändler
- Ludwig Rosenthal (1840–1928), Buchhändler
- Jacques Rosenthal (1854–1937), Buchhändler